# آرثر تريسي لي
آرثر تريسي لي (بالإنجليزية: Arthur Tracy Lee)‏ هو رسام أمريكي، ولد في 26 يونيو 1814 في نورثومبرلاند في الولايات المتحدة، وتوفي في 29 ديسمبر 1879 في روتشستر في الولايات المتحدة.